# 維塞烏 (帕拉州)

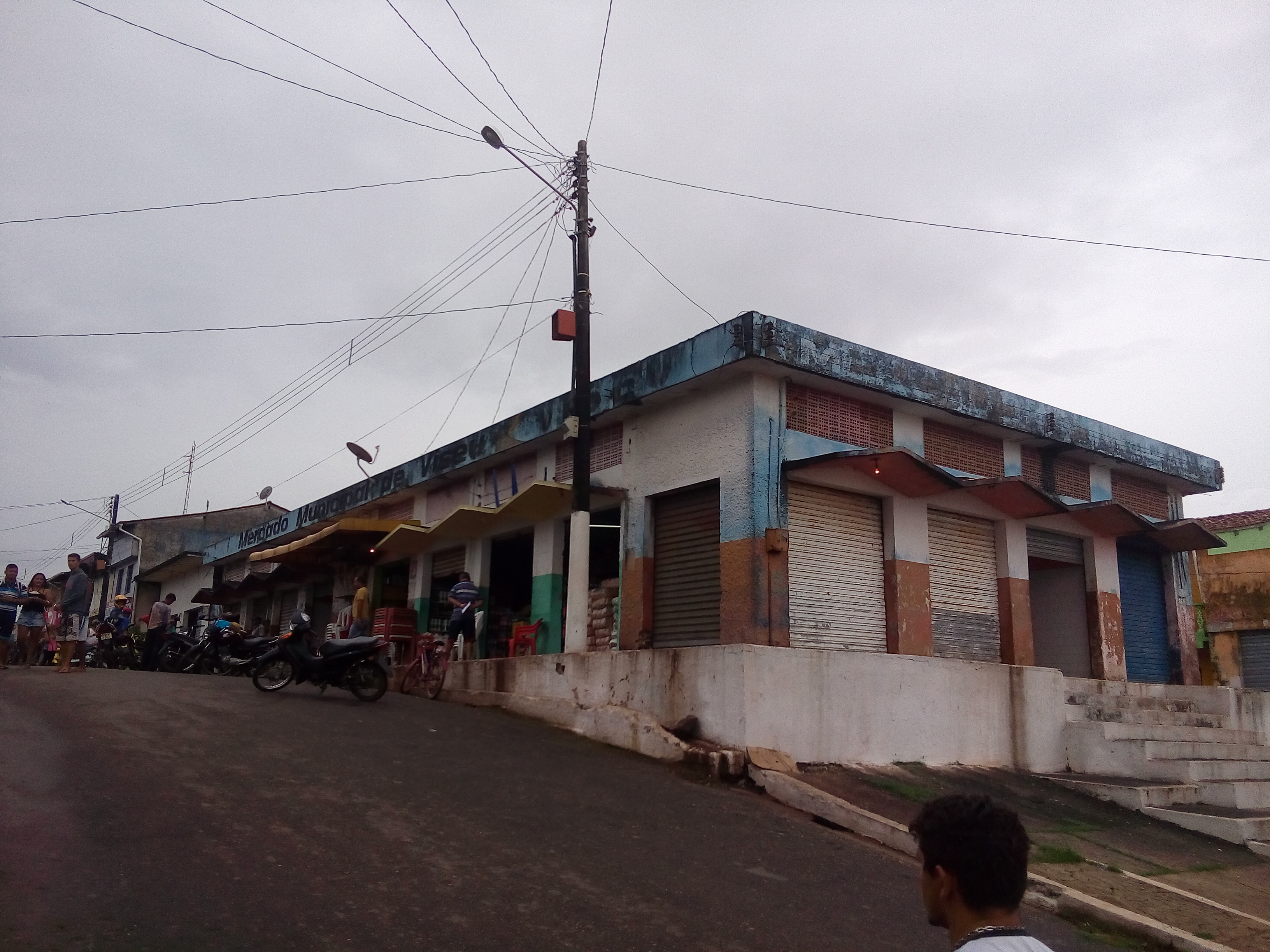
維塞烏

維塞烏（葡萄牙語：Viseu），是巴西的城鎮，位於該國北部，由帕拉州負責管轄，始建於1953年10月31日，面積4,904平方公里，海拔高度15米，2008年人口55,144，人口密度每平方公里10.9人。